# Пајк (Њујорк)
Пајк (енгл. Pike) насељено је место без административног статуса у америчкој савезној држави Њујорк.

## Демографија
По попису из 2010. године број становника је 371, што је 11 (-2,9%) становника мање него 2000. године.
| Група             | 2000.       | 2010.       |
| Белци             | 367 (96,1%) | 361 (97,3%) |
| Афроамериканци    | 0 (0,0%)    | 0 (0,0%)    |
| Азијати           | 3 (0,8%)    | 1 (0,3%)    |
| Хиспаноамериканци | 1 (0,3%)    | 7 (1,9%)    |
| Укупно            | 382         | 371         |